# Carl Andersson (1888–1952)
Carl Ludvig Andersson, född 29 september 1888 i Ormesberga, Småland, död 1952 i Moheda, var en svensk målare.
Andersson studerade vid Valands målarskola 1909–1910 och vid Wilhelmsons målarskola 1912–1916 samt genom självstudier under resor till Frankrike, Italien och Tyskland. Separat ställde han bland annat ut i Göteborg, Stockholm, Alvesta och ett flertal gånger på Smålands museum i Växjö. Tillsammans med Hugo Zuhr och Harry Anderson ställe han ut på Lunds universitets konstmuseum 1918 och han medverkade i ett stort antal samlingsutställningar på landsorten.
Han konst består av landskapsskildringar som till en början var intimistiska men efter Parisvistelsen 1927–1929 blev hans konst mer påverkad av Maurice Utrillo och Carl Ryd med tjockt pålagd färg. Motiven hämtade han från Skåne och Blekinge där Viks fiskeläge och Baskemölla flitigt förekommer i hans konst. Han målade även porträtt och stadsmotiv i olja, akvarell och pastell. Andersson är representerad vid bland annatModerna museet, Kalmar konstmuseum, Malmö museum och Smålands museum.